# Monument aux victimes du massacre de Wola (Varsovie)
Le monument aux victimes du massacre de Wola est un monument situé Aleja Solidarności, à Varsovie.

## Sources
- (pl) Cet article est partiellement ou en totalité issu de l’article de Wikipédia en polonais intitulé « Pomnik Ofiar Rzezi Woli » (voir la liste des auteurs).

- (en) Cet article est partiellement ou en totalité issu de l’article de Wikipédia en anglais intitulé « Monument to Victims of the Wola Massacre » (voir la liste des auteurs).